# Iet Martin
Iet Martin, född (uppgift saknas), död (uppgift saknas), var en nederländsk friidrottare med löpgrenar som huvudgren. Martin var nederländsk rekordhållare och blev medaljör vid damolympiaden 1934 och var en pionjär inom damidrott.

## Biografi
Iet Martin föddes i Nederländerna. I ungdomstiden blev hon intresserad av friidrott och gick med i idrottsföreningen "Olympia" i Deventer i provinsen Overijssel i nordöstra Nederländerna.
Hon tävlade främst i kortdistanslöpning och i stafettlöpning. Hon tävlade även i flera landskamper (interlandwedstrijd) i det nederländska damlandslaget i friidrott.
1933 deltog Martin i sin första landskamp i tävlingen "Go Ahead" i Deveter 23 juli med Belgien där hon vann stafettlöpning 4 x 100 meter (med Martin som förste löpare, Rie Briejer, Cor Aalten och Tollien Schuurman). Senare samma år deltog hon i en landskamp i Groningen 3 september med Nordtyskland där hon tog silvermedalj i löpning 200 m och guldmedalj både i stafettlöpning 4 x100 m och svensk stafett (200-150-100-50 m) med Jo Dalmolen, Cor Aalten, Iet Martin och Tollien Schuurman i båda loppen.
1934 deltog hon i idrottstävlingen "Olympische Dag" 17 juni i Amsterdam, under tävlingen vann hon guldmedalj i stafettlöpning 4 x 100 m (med Jo Dalmolen, Cor Aalten, Martin som tredje löpare och Tollien Schuurman). Segertiden blev också nytt nationsrekord. Hon tävlade även i löpning 100 meter där hon slutade på en fjärdeplats (efter Schuurman, Aalten och Dalmolen). Under året låg hon på top-3 på årsbästa-listan på 100 m, 200 m och stafettlöpning 4 x 100 m. Detta år hölls även de första nederländska mästerskapen (Nederlandse kampioenschappen atletiek) för damer i friidrott (då på klubbnivå Clubkampioenschap vrouwen).
Senare samma år deltog Martin i en landskamp i belgiska Schaerbeek 29 juli där hon tog silvermedalj i löpning 100 m och 200 m och guldmedalj i stafettlöpning 4 x100 m (med Schuurman, Aalten och Agaath Doorgeest). 
Senare under 1934 deltog hon vid den IV.e damolympiaden i London. Under idrottsspelen vann hon silvermedalj i stafettlöpning 4 x 100 meter (med Cor Aalten, Jo Dalmolen, Agaath Doorgeest och Martin som fjärde löpare). Hon tävlade även i löpning 100 meter och 200 meter dock utan att nå medaljplats.
1935 blev hon uttagen till det nederländska olympialaget inför Sommar-OS i Berlin. Martin deltog dock inte vid OS.